# Sendcloud
Sendcloud è un’azienda olandese che fornisce servizi per le spedizioni per gli e-commerce. Fondata a Eindhoven nel 2012, la piattaforma permette di integrare negozi online con corrieri, servizi di logistica, WMS e sistemi ERP. I servizi che Sendcloud offre mirano ad automatizzare e ottimizzare il processo di consegna degli ordini grazie al suo software, così da permettere a chi lo utilizza di risparmiare tempo riducendo al minimo il lavoro manuale.
In nove anni ha ottenuto finanziamenti per un totale di 200 milioni di dollari.
Il valore stimato attualmente stimato è di 750 milioni di dollari.

## Panoramica
Sendcloud è stata fondata nel 2012 da Rob van den Heuvel, Bas Smeulders Sabi Tolou, tutt’ora rispettivamente CEO, CFO e CCO dell’azienda olandese. L'idea di creare un software per le spedizioni è stata partorita proprio per un bisogno personale. Avevano, infatti, bisogno di rendere più efficiente il processo di consegna del loro e-commerce di accessori per smartphone e hanno deciso di costruirsi la loro soluzione da sé.
Così l'azienda ha aperto il suo primo ufficio a Eindhoven, nei Paesi Bassi, nel 2012.
Solo due anni dopo, l’azienda ha ricevuto il primo investimento di 150.000 di euro da parte dei business angel.
Nel 2015, Sendcloud è stata lanciata in Belgio e Germania, notizia a cui ha fatto subito seguito un secondo investimento da parte Sanoma Ventures. L'importo dell'investimento rimane ancora imprecisato.
Nel 2016, ha aperto il suo ufficio a Monaco di Baviera ed è poi sbarcata in Francia, guadagnando così la fiducia di TiiN Capital e Brabantse Ontwikkelingsmaatschappij (BOM) che si sono aggiunti agli investitori con una somma di 2 milioni di euro.
Nel 2017, la società ha raccolto 5 milioni di euro in un round di finanziamento di Serie A condotto da HenQ, TiiN Capital e Brabantse Ontwikkelingsmaatschappij (BOM). A cui ha fatto seguito l’apertura del suo terzo ufficio, nella terza nazione diversa: in Francia, a Parigi.
Due anni dopo si è già aperta a un nuovo mercato, quello spagnolo e ha accolto un nuovo investitore, Bonsai Partners.
Nel 2020, Sendcloud ha fatto la sua entrata anche in l'Italia e nel Regno Unito e ha ricevuto un finanziamento di 12,6 milioni di euro in un round di serie B guidato da AXA Ventures, Bonsai Partners e Brabantse Ontwikkelingsmaatschappij (BOM).
L’anno successivo è arrivato il round di finanziamento di serie C di 150 milioni di euro, guidato da SoftBank con la partecipazione di L Catterton e HPE Growth.
Nel 2021, Sendcloud contava 23.000 clienti e 400 dipendenti tra Regno Unito, Francia, Germania, Spagna, Italia, Belgio, Austria e Paesi Bassi.
Sendcloud oggi supporta 80 vettori internazionali tra cui: Poste Italiane, Bartolini, GLS, Hermes, FedEx, DHL, DHL Express, DPD, UPS, GLS, Mondial Relay, Colis Privé, Chronopost, Austrian Post, Deutsche Post, Hurby, MRW, e altri.
La piattaforma può essere integrata sia con e-commerce tra cui Shopify, Magento, WooCommerce e PrestaShop, che con marketplace tra cui EBay, Amazon ed Etsy.